# Grażyna Godlewska
Grażyna Godlewska, z d. Kozioł (ur. 25 lutego 1950 w Tarnowie) – polska siatkarka, mistrzyni i reprezentantka Polski.

## Życiorys
W reprezentacji Polski debiutowała 3 maja 1967 w towarzyskim spotkaniu z Węgrami. Wystąpiła na mistrzostwach świata w 1974 (9. miejsce) oraz mistrzostwach Europy w 1977 (4. miejsce). Zakończyła karierę reprezentacyjną meczem mistrzostw Europy z Węgrami – 2 października 1977. Łącznie w pierwszej reprezentacji Polski wystąpiła w 105 spotkaniach. W 1969 wystąpiła też na mistrzostwach Europy juniorek, zdobywając z drużyną brązowy medal.
Była wychowanką MKS Tarnów, następnie występowała w barwach Tarnovii, AZS Kraków, AZS Warszawa (1970–1972) i od 1972 Płomienia Milowice. W barwach tej ostatniej drużyny zdobyła mistrzostwo Polski w 1974 i 1975.